# منطقه یانگورو-سائوسو
منطقه یانگورو-سائوسو یکی از منطقه های استان سپیک شرقی واقع در کشور پاپوآ گینه نو می باشد. مرکز این منطقه یانگورو است. این منطقه خود از ۴ فرمانداری محلی تشکیل می گردد که هر فرمانداری به منظور سهولت در امر آمارگیری خود به چند بخش تقسیم می شود.

## تقسیمات
این منطقه دارای ۴ فرمانداری محلی است که اسامی آن ها به شرح زیر است:
- فرمانداری محلی روستایی یانگورو شرقی
- فرمانداری محلی روستایی نومبو
- فرمانداری محلی روستایی سائوسو
- فرمانداری محلی روستایی یانگورو غربی